# Chi Aquarii
Chi Aquarii (χ Aquarii, förkortat Chi Aqr, χ Aqr) som är stjärnans Bayerbeteckning, är en ensam stjärna belägen i den nordöstra delen av stjärnbilden Vattumannen. Den har en genomsnittlig skenbar magnitud på 5,06 och är synlig för blotta ögat där ljusföroreningar ej förekommer. Baserat på parallaxmätning inom Hipparcosuppdraget på ca 5,3 mas, beräknas den befinna sig på ett avstånd på ca 610 ljusår (ca 190 parsek) från solen.

## Egenskaper
Chi Aquarii är en röd till orange jättestjärna av spektralklass M3 III. Den har en radie som, baserat på uppmätt vinkeldiameter på 6,70 ± 0,15 mas, på det uppskattade avståndet är ca 137 gånger större än solens och en effektiv temperatur av ca 3 800 K.
Chi Aquarii klassificeras som en halv-regelbundet variabel stjärna och dess magnitud varierar med en amplitud på 0,0636 enheter. De identifierade pulsationsperioderna är 32,3, 38,5 och 44,9 dygn.